# Tynga
Tynga (niem. Tingen) – uroczysko-dawna miejscowość (osada) w Polsce położona w województwie warmińsko-mazurskim, w powiecie bartoszyckim, w gminie Bartoszyce.
Nazwa zniesiona z 2012 r. Nazwa występuje w  rejestrze SIMC z 2010 r.

## Historia
W 1889 był to folwark majątku ziemskiego Galiny, w posiadaniu rodu zu Eulenburg. W 1983 r. była to osada, należąca administracyjnie do miejscowości Galiny.